# 에드 벨포어
에드워드 존 "에드" 벨포어(영어: Edward John "Ed" Belfour, 1965년 4월 21일~)는 캐나다의 아이스하키 선수로 포지션은 골텐더이다. 경기 때마다 독수리를 묘사한 헬멧을 착용했기 때문에 "독수리 에디"(Eddie the Eagle)라는 별명으로 잘 알려져 있으며, 특이한 행동과 경기장 밖에서의 익살스러운 성격 때문에 "미친 에디"(Crazy Eddie)라는 별명이 붙기도 했다. 매니토바 주니어 하키 리그의 청소년 아이스하키팀인 윙클러 플라이어스에서 뛴 후 노스다코타 대학교에 입학하여 대학 선수로 활동했다. 그는 1986-87시즌에 NCAA 선수권 대회 우승을 달성한 후 인터내셔널 하키 리그의 새기노 호크스 소속으로 프로 선수 생활을 시작했다. 이후 1988년에 내셔널 하키 리그(NHL)의 시카고 블랙호크스에 입단하며 NHL 경력을 시작하였고 산호세 샤크스, 댈러스 스타스, 토론토 메이플리프스, 플로리다 팬서스 소속으로 활약했다. 그는 NHL 역사상 가장 뛰어난 골텐더 중 한 명으로 통산 484승을 거두며 NHL에서 5번째로 많은 승리를 거둔 골텐더이다. 또한 닐 브로튼과 함께 NCAA 선수권 대회, 올림픽 금메달, 스탠리 컵 전부 우승을 차지한 단 2명 뿐인 골텐더이다.
국제 대회에 캐나다 대표팀 소속으로 뛰었으며, 1991년 캐나다컵에서 우승을 차지했고, 2002년 동계 올림픽에서 금메달을 획득했다. 2011년에 하키 명예의 전당에 헌액되었다.